# Pèndol cicloidal
El pèndol cicloidal és aquell en el qual el període és independent de l'amplitud. S'anomena així perquè està basat en una propietat de la corba geomètrica anomenada cicloide.És un disseny especial atès que les oscil·lacions del pèndol simple només són isòcrones per a petites amplituds. Fou descobert per Christiaan Huygens.

## Història
Huygens quan el va descobrir, el va descriure així:
| «                                                     | El pèndol simple no pot ser considerat com una mesura del temps segura i uniforme, perquè les oscil·lacions àmplies triguen més temps que les de menor amplitud, amb ajuda de la geometria he trobat un mètode, fins ara desconegut, de suspendre el pèndol; doncs he investigat la curvatura d'una determinada corba que es presta admirablement per aconseguir la desitjada uniformitat. Quan vaig haver aplicat aquesta forma de suspensió als rellotges, la seva marxa es va fer tan similar i segura, que després de nombroses experiències sobre la terra i sobre l'aigua, és indubtable que aquests rellotges ofereixen la major seguretat a l'astronomia i a la navegació. La línia esmentada és la mateixa que descriu en l'aire un clau subjecte a una roda quan aquesta avança girant, els matemàtics la denominen cicloide, i ha estat acuradament estudiada perquè té moltes altres propietats, però jo l'he estudiat per la seva aplicació a la mesura del temps ja esmentada, que vaig descobrir mentre la estudiava amb interès purament científic, sense sospitar el resultat. | » |
| — Christian HUYGENS: Horologium oscillatorium (1673). | |   |

## Desenvolupament teòric

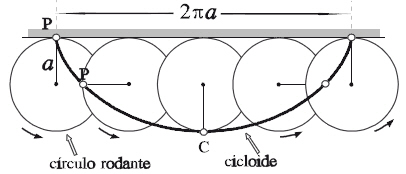
Generació de la cicloide.

La cicloide és la corba generada per un punt d'una circumferència que roda sobre una línia recta. Si en un pla vertical es construeix una trajectòria cicloidal, de base horitzontal i amb la concavitat dirigida cap amunt, com es mostra a la Figura, tal trajectòria és tautòcrona per al punt C; i i, el temps que farà servir una partícula P a relliscar (sota l'acció de la gravetat) fins a arribar a la posició d'equilibri estable, C és independent de la posició inicial de la partícula sobre la trajectòria cicloidal. Les oscil·lacions al voltant de la posició d'equilibri són rigorosament isòcrones en una trajectòria cicloidal com l'anteriorment descrita, i el període de les oscil·lacions, que és independent de l'amplitud d'aquestes, ve donat per:

(1){\displaystyle T=2\pi {\sqrt {\frac {4a}{g}}}}

en què a és el radi de la circumferència que genera la cicloide. Per tant, el pèndol rigorosament isòcron ha de ser tal que la massa pendular descriga una trajectòria cicloidal.

## Realització del Pèndol de Huygens

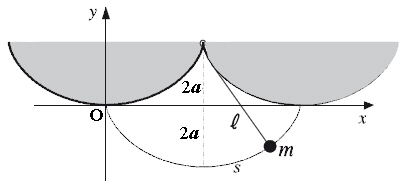
Pèndol cicloide segons la construcció de Huygens.

El pèndol cicloidal es pot construir (a la manera de Huygens) suspenent el fil entre dos contorns sòlids que tenen la forma d'arcs de cicloide tangents al punt d'unió. En oscil·lar el pèndol, el fil se cenyeix a un o altre d'aquests dos contorns cicloidals, i la longitud efectiva del pèndol queda, així, disminuïda en una proporció que depèn de l'amplitud de les oscil·lacions. Huygens va demostrar que si la circumferència que genera els dos contorns cicloidals té precisament un radi, que és la quarta part de la longitud del fil de suspensió del pèndol, ( l  = 4  a ) llavors la massa pendular descriu un arc de cicloide i la circumferència generatriu té el mateix radi a. Un pèndol construït d'acord amb aquests principis és rigorosament isòcron, i el període de les seves oscil·lacions és:

(2){\displaystyle T=2\pi {\sqrt {\frac {l}{g}}}}